# Wolfgang Bauer (sinológus)
Wolfgang Leander Bauer (Halle an der Saale, 1930. február 23. – München, 1997. január 14.; kínai neve pinjin hangsúlyjelekkel: Bào Wúgāng; magyar népszerű: Pao Vu-kang; egyszerűsített kínai: 鲍吾刚); hagyományos kínai: 鮑吾剛) német sinológus.

## Élete, munkássága
Wolfgang Bauer 1948-ban kezdte meg egyetemi tanulmányait München legnagyobb egyetemén, a Lajos–Miksa Egyetemen. Egyetemi évei alatt a kínai nyelv mellett tanult mongol, japán, mandzsu, szanszkrit és tibeti nyelvet is, megalapozva ezzel orientalista karrierjét.
1953-ban, mindössze 23 éves korában doktorált, és az egyetemen maradt oktatóként. 1959-ben habilitált. 1960-tól két évet töltött a Michigani Egyetemen vendégprofesszorként, de megfordult a Yale-en, a Columbián és a Berkeley-n is. 1962–1966-ban a Heidelbergi Egyetem tanított, de Frankfurtban is tevékenykedett. 1966-ban tért vissza Münchenbe, és a kínai kulturális forradalom problémáit kutatta. 1981–1983-ban az egyetem régészeti tanszékét vezette, de a Kelet-Ázsia Intézet igazgatója is volt. 1985-ben a Bajor Tudományos Akadémia tagjai közé választották.
1959-ben jelent meg a klasszikus kínai novellákból álló antológiája, Die goldene Truhe címen, amelyet Herbert Frankéval közösen fordított és állított össze.

## Főbb művei
- China und die Hoffnung auf Glück (1971)
- Das Antlitz Chinas (1990)
- Geschichte der chinesischen Philosophie (2001)